# Слевидово
Слевидово (рос. Слевидово) — присілок в Перемишльському районі Калузької області Російської Федерації.
Населення становить 3 особи. Входить до складу муніципального утворення Село Калузька дослідна сільськогосподарська станція.

## Історія
Від 2004 року входить до складу муніципального утворення Село Калузька дослідна сільськогосподарська станція

## Населення
| 2002 | 2010 |
| ---- | ---- |
| 1    | ↗3   |